# Ácido barbitúrico
O ácido barbitúrico é um ácido produzido a partir da combinação de um ácido orgânico (ácido malônico) com ureia. Os seus derivados sintéticos (barbitúricos) são utilizados principalmente como hipnotizantes - medicamentos ou drogas.